# 王鐵珊 (1860年)
王鐵珊（1860年—1900年），字海門、又字伯唐，安徽省六安直隸州英山縣（今湖北省英山縣）人，清朝政治人物、進士出身。

## 生平
光緒十五年（1889年），登進士，同年五月，著主事，分部学习，任兵部主事。庚子年八國聯軍攻陷京師，王鐵珊自縊。其事上聞，朝廷追赠員外郎，又追贈道員。廕一子入國子監讀書，以知縣用。《清史稿》有傳。